# Раменье (Лотошинский район)
Раменье — деревня в Лотошинском районе Московской области России.
Относится к сельскому поселению Микулинское, до реформы 2006 года относилась к Введенскому сельскому округу. По данным Всероссийской переписи 2010 года численность постоянного населения составила 5 человек (1 мужчина, 4 женщины).

## География
Расположена в западной части сельского поселения, примерно в 16 км к северо-западу от районного центра — посёлка городского типа Лотошино, у границы Московской и Тверской областей. Соседние населённые пункты — деревни Аринькино, Поляны, а также Заболотье Старицкого района Тверской области.

## Исторические сведения
По сведениям 1859 года — деревня Железниковского прихода Кобелевской волости Старицкого уезда Тверской губернии в 42 верстах от уездного города, в низине, вдали от реки, с 15 дворами, 5 колодцами и 94 жителями (40 мужчин, 54 женщины).
В «Списке населённых мест» 1862 года Раменье — владельческая деревня 2-го стана Старицкого уезда по Волоколамскому и Гжатскому трактам от города Старицы, при колодцах, с 14 дворами и 140 жителями (66 мужчин, 74 женщины).
В 1886 году — 33 двора и 172 жителя (81 мужчина, 91 женщина). В 1915 году также насчитывалось 33 двора.
С 1929 года — населённый пункт в составе Лотошинского района Московской области.

## Население
| 1859 | 1886 | 2002 | 2006 | 2010 |
| ---- | ---- | ---- | ---- | ---- |
| 140  | ↗172 | ↘3   | ↘0   | ↗5   |